# Бурлакова, Елена Борисовна
Еле́на Бори́совна Бурлако́ва (12 октября 1934, Москва — 25 сентября 2016, Москва) — советский и российский биолог, известна своими исследованиями процессов перекисного окисления липидов, принципов действия антиоксидантов, эффектов сверхмалых доз различных агентов. Доктор биологических наук, профессор, лауреат Государственной премии СССР по науке и технике (1983), лауреат  премии Правительства Российской Федерации в области науки и техники (2002). 

## Биография
Родилась 12 октября 1934 года в Москве в семье служащих.
В 1951 году окончила школу с золотой медалью и поступила на химический факультет Московского государственного университета. В 1956 году она завершила высшее образование, получив красный диплом МГУ со специальностью «химик», и поступила в аспирантуру химического факультета МГУ. Итогом обучения в аспирантуре стала защита в 1962 году кандидатской диссертации по теме «Кинетика и химизм окислительных процессов в липидах под действием излучения и механизм действия некоторых защитных веществ». С 1960 года являлась сотрудником Института химической физики (ИХФ) АН СССР, в котором проработала вплоть до 1996 года, пройдя путь от младшего научного сотрудника до заведующей Отделом химических и биологических процессов (1984—1996). В 1970 году защитила докторскую диссертацию по теме «Исследование физико-химических свойств липидов при некоторых патологических состояниях». В 1977 году стала профессором со специализацией «биофизика». С 1996 года являлась первым заместителем директора Института биохимической физики им. Н. М. Эмануэля (ИБХФ).
Скончалась на 82-м году жизни 25 сентября 2016 года. Похоронена на кладбище поселка Малаховка Люберецкого района Московской области.

## Научная деятельность
Е. Б. Бурлакова многие годы занималась изучением клеточных мембран, их структуры, липидного состава, их роли в различных процессах в организме. Ею и руководимым ею коллективом была открыта физико-химическая система регуляции перекисного окисления в биологических мембранах, изучены особенности функционирования этой системы в норме и при целом ряде патологических состояний. Установила роль антиоксидантов в поддержании перекисного окисления липидов на стационарном уровне.
С 80-х годов XX века в область её интересов входило изучение биологических эффектов сверхмалых доз химических и физических воздействий. В частности, после аварии на Чернобыльской АЭС, произошедшей в 1986 году, по инициативе и под ее научным руководством были начаты фундаментальные исследования действия ионизирующей радиации в малых дозах на человека и природные объекты. Е. Б. Бурлакова со своими сотрудниками смогла сформулировать основные закономерности формирования эффектов сверхмалых доз, а также установить общность таких эффектов для химических и физических агентов.
Автор более 600 научных трудов, в том числе монографий, изданных в СССР, в России, в странах СНГ, в США и Западной Европе на русском и английском языках.

## Научно-образовательная деятельность
Читала курс лекций «Биофизические механизмы регуляторных реакций клетки» на биологическом факультете МГУ. В Московском физико-техническом институте она читала курс «Основы химической и радиационной безопасности». Неоднократно читала лекции на летних школах для молодых радиобиологов.
Под ее научным руководством защищены около 50 кандидатских диссертаций, она была научным консультантом 12 докторских диссертаций.

## Общественная деятельность
В 1973—1976 годах избиралась депутатом районного Совета двух созывов. Была членом комиссии по экологии при Верховном Совете СССР. В 1987 году возглавила Научный совет РАН по радиобиологии. С 1992 по 2012 год была главным редактором журнала «Радиационная биология. Радиоэкология». Входила в состав Российской научной комиссии по радиационной защите (РНКРЗ), являлась членом Общественного совета при Госкорпорации «Росатом» и Высшего экологического совета при Государственной Думе РФ.

## Семья
Была замужем за Феликсом Сергеевичем Духовичем, у неё было два сына — Владимир и Алексей.

## Награды и звания
- Медаль «За доблестный труд» («В ознаменование 100-летия со дня рождения Владимира Ильича Ленина»).
- 1983 — Государственная премия СССР по науке и технике за цикл работ «Физико-химические механизмы свободнорадикального перекисного окисления липидов в биологических мембранах».
- Орден «Знак Почета».
- 1999 — Медаль ордена «За заслуги перед Отечеством» II степени[6]
- 2000 — Медаль им. Н. В. Тимофеева-Ресовского[7].
- 2002 — Премия Правительства Российской Федерации в области науки и техники за цикл работ «Создание и внедрение в медицинскую практику антиоксидантных препаратов для лечения и профилактики цереброваскулярных заболеваний»[8].
- 2007 — Медаль ордена «За заслуги перед Отечеством» I степени[9].
- 2007 — Медаль «Памяти академика Н. М. Эмануэля» за достижения в области химической и биохимической физики[10].
- 2008 — Медаль княгини Е. Р. Дашковой «За служение Свободе и Просвещению».